# Kasānaq
Kasānaq (persiska: کسانق) är en ort i Iran.   Den ligger i provinsen Östazarbaijan, i den nordvästra delen av landet, 500 km nordväst om huvudstaden Teheran. Kasānaq ligger 1 609 meter över havet och antalet invånare är 532.
Terrängen runt Kasānaq är kuperad. Runt Kasānaq är det ganska glesbefolkat, med 27 invånare per kvadratkilometer. Närmaste större samhälle är Ahar, 17,3 km öster om Kasānaq. Trakten runt Kasānaq består i huvudsak av gräsmarker.